# Pseudostesilea rondoni
Pseudostesilea rondoni är en skalbaggsart som beskrevs av Stefan von Breuning 1965. Pseudostesilea rondoni ingår i släktet Pseudostesilea och familjen långhorningar.
Artens utbredningsområde är Laos. Inga underarter finns listade i Catalogue of Life.